# Liste der Monuments historiques in Ourches-sur-Meuse
Die Liste der Monuments historiques in Ourches-sur-Meuse führt die Monuments historiques in der französischen Gemeinde Ourches-sur-Meuse auf.

## Liste der Objekte
| Bezeichnung      | Beschreibung                                                                           | Standort                       | Kennzeichnung | Schutzstatus | Datum | Bild |
| ---------------- | -------------------------------------------------------------------------------------- | ------------------------------ | ------------- | ------------ | ----- | ---- |
| Sakristeischrank | Eichenholz, 18. Jahrhundert                                                            | in der Kirche St-Martin (Lage) | PM55002191    | Inscrit      | 192   |      |
| Patene           | Silber, 18. Jahrhundert; im Centre départemental d’art sacré in Saint-Mihiel deponiert | in der Kirche St-Martin (Lage) | PM55002192    | Classé       | 1992  |      |